# アラザン

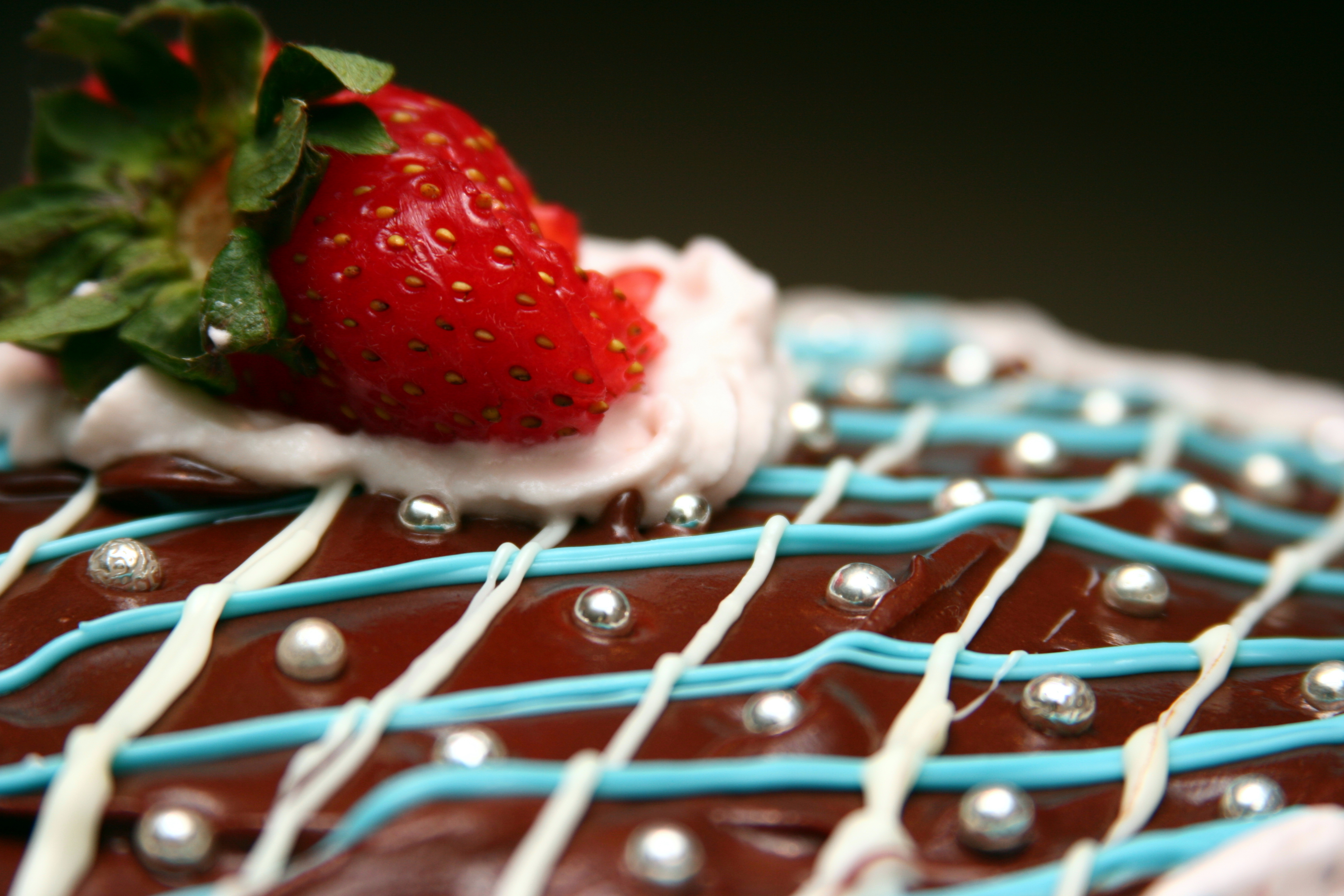
アラザン (silver dragees)

アラザンは、製菓材料。銀色の粒状で、甘みがある。
名前の由来は、｢アルジャン (argent)」（フランス語で銀）から。
ドラジェ（糖衣菓子）の一種として、« silver dragees » などと呼ばれることもある。

## 各国における呼称
英: Dragée
仏: Perle argentée
独: Silberperlen

## 概要
製法は、砂糖とデンプン（コーンスターチなど）を混ぜ合わせ粒子状に加工し、食用銀粉または銀箔で覆うのが一般的とされる。
ケーキやアイスクリームのトッピング、クッキーなどに使われる。紅茶の茶葉にアクセントとして入れて販売している例もある。
日本では銀箔コーティングで見た目が似ていることから、しばしば仁丹に喩えられる（仁丹は清涼剤で味や風味はアラザンと異なる）。

## 種類
1ミリメートルから10ミリメートルのものまであり、森永製菓（森永商事）の場合、チョコレートの上から銀箔コーティングしている種類（6号=6ミリメートルと10号=10ミリメートル）もある。
金色やピンク色、パステルメタリックカラーのものもある。